# Sète
Sète város Franciaország déli részén, Languedoc-Roussillon régióban, Hérault megyében.

## Fekvése
A város egy magányos domb, a Mont St Clair környékére épült. Az Étang de Thau (bekerített sós vizű tó tele osztrigával és kagylóval) délkeleti partjának a központja, melynek másik oldalán a Földközi-tenger fekszik. A várost hidak és csatornák hálózata övezi, amelyek összekötik az Étang de Thaut a Földközi-tengerrel.

## Kultúrája
Az utcákat és a tereket római és román építészeti emlékek tarkítják. Az idősebbektől még lehet hallani provanszál nyelvet.
Sète a vízi lovagi tornák egyik központja és a város St-Louis fesztiválja idején a nagy verseny házigazdája.
Paul Valéry Le cimetière marin című versében a Sète kikötője felett fekvő sírkertet írta le.
Agnès Varda első filmjét La Pointe Courte címmel Sète környékén forgatták.
A kuszkusz titka (The Secret the Grain) César-díjas (2008) mozifilmet a tunéziai bevándorlókról Sète-n forgatták.

## Közlekedés

### Vasút
Vasútállomása Gare de Sète, melyet két vasútvonal is érint: a Bordeaux–Sète és a Tarascon–Sète-Ville-vasútvonal. Montpellier 15 percre található vonattal.

### Vízi
Itt ér véget a 240 km hosszúságú Canal du Midi csatorna, mely egészen Toulouse városáig tart.

## Testvérvárosok
- Hartlepool, Nagy-Britannia[2]
- Neuburg an der Donau, Németország, 1986 óta
- El Jadida, Marokkó, 1992 óta
- Cetara, Olaszország, 2003 óta

## Képek

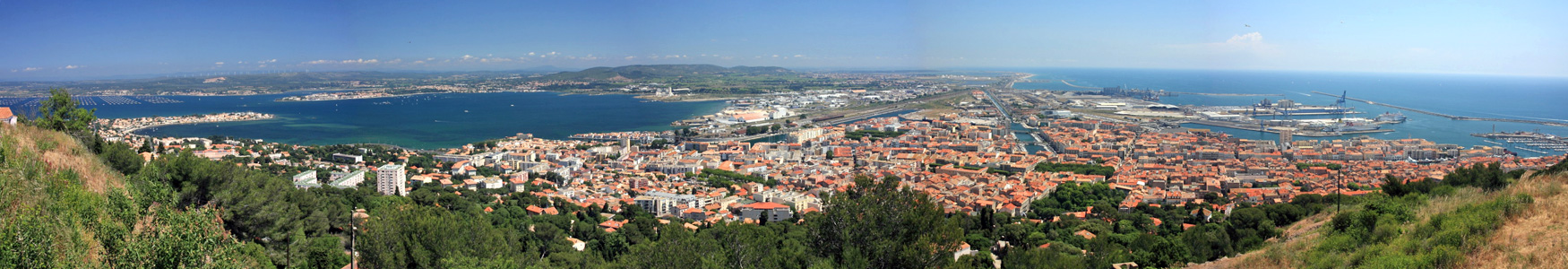
A város látképe a Mont St-Clair-ről

A város látképe a Sète és a Peyrade csatornák elágazásától

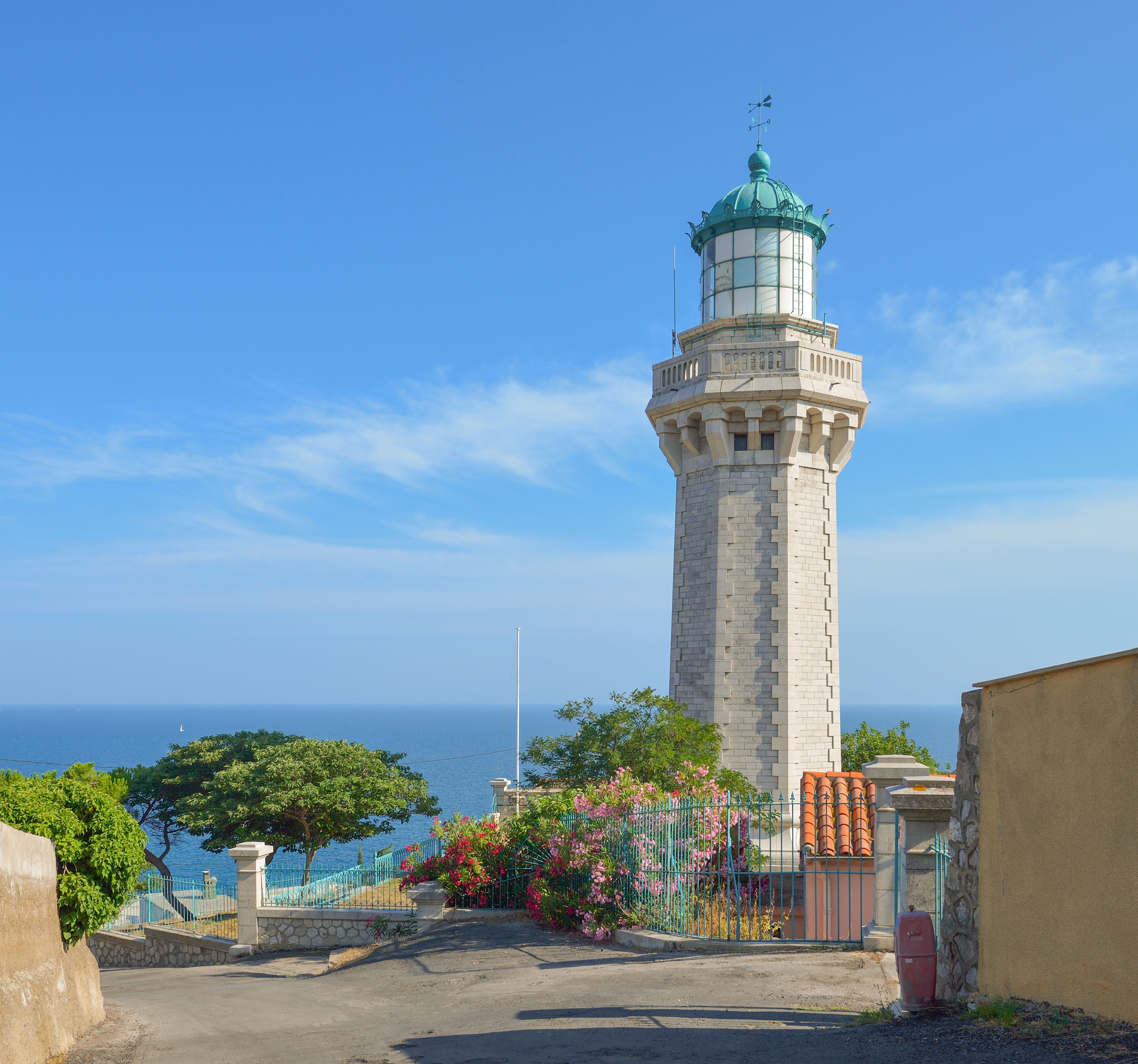
A Mont Saint-Clair világítótornya
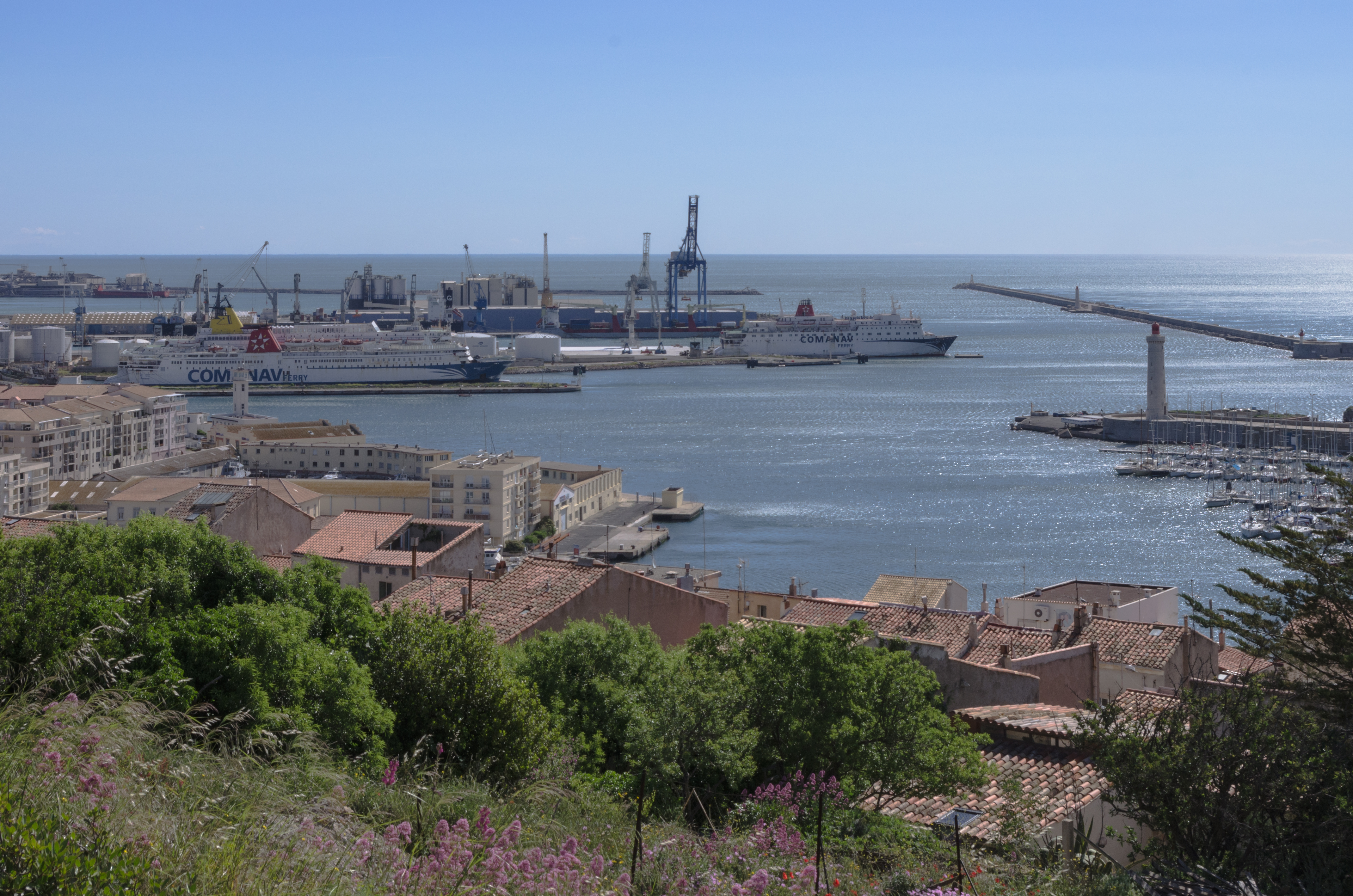
A kikötő egy részlete
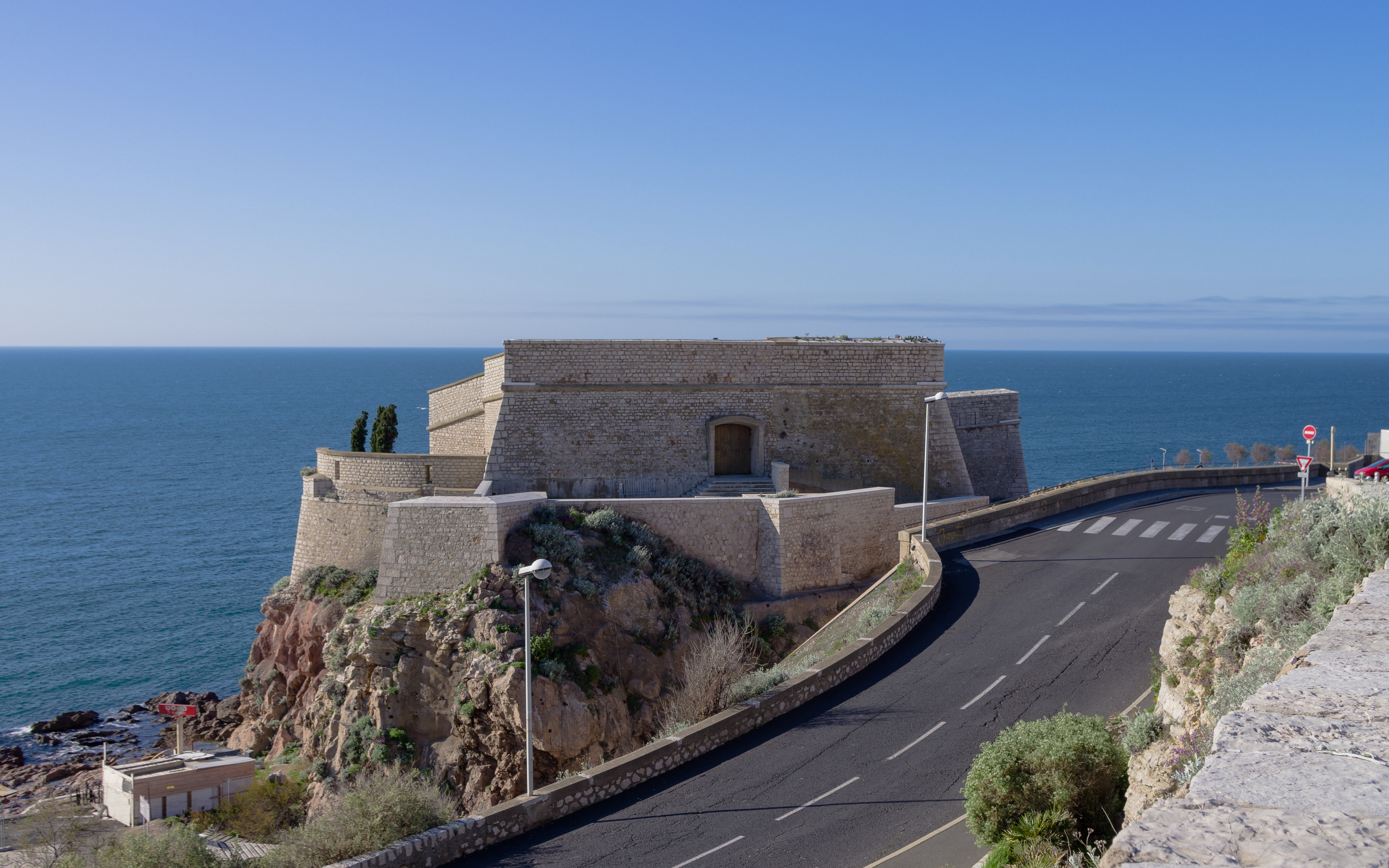
Théâtre de la Mer
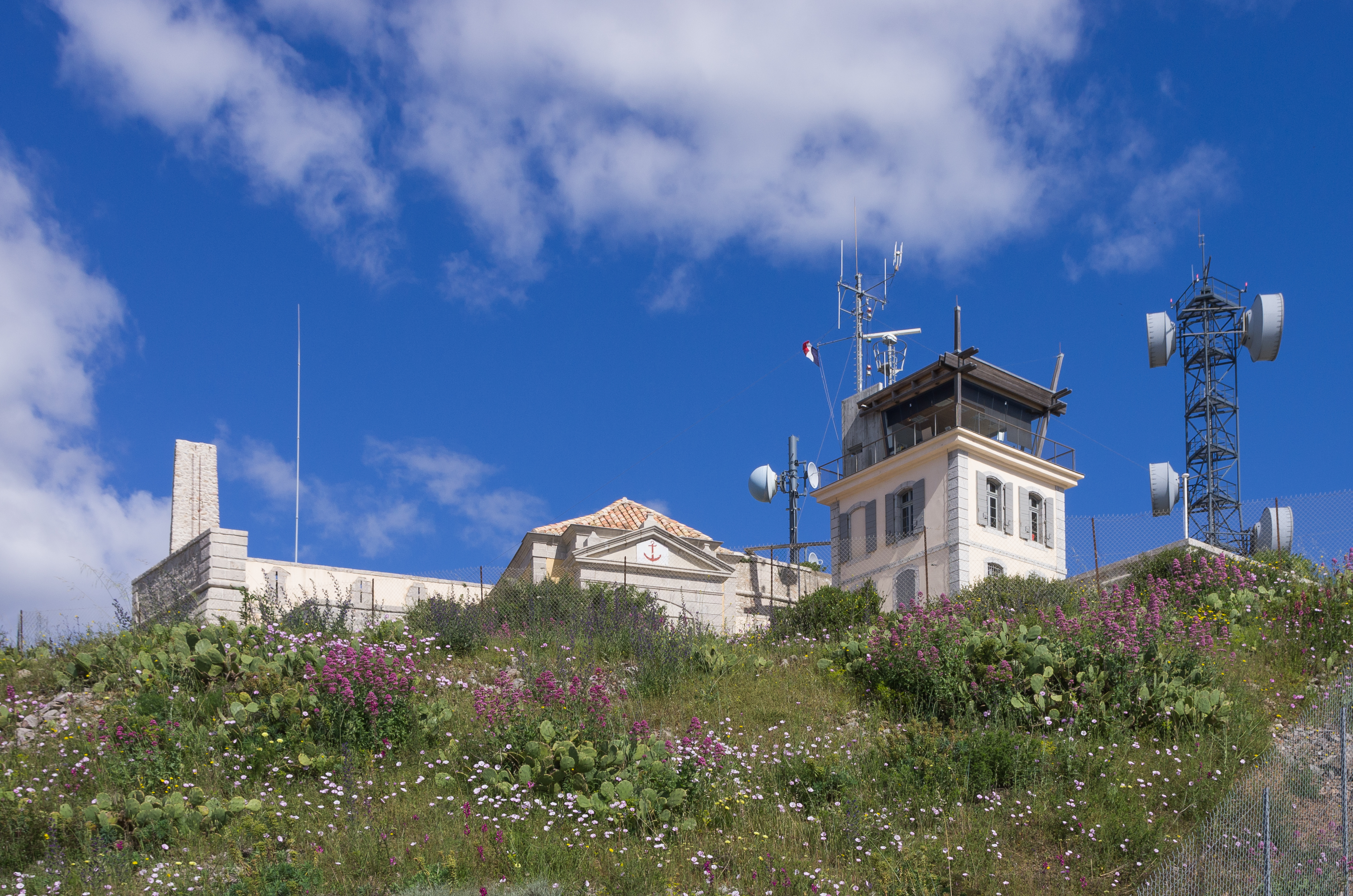
Fort Richelieu
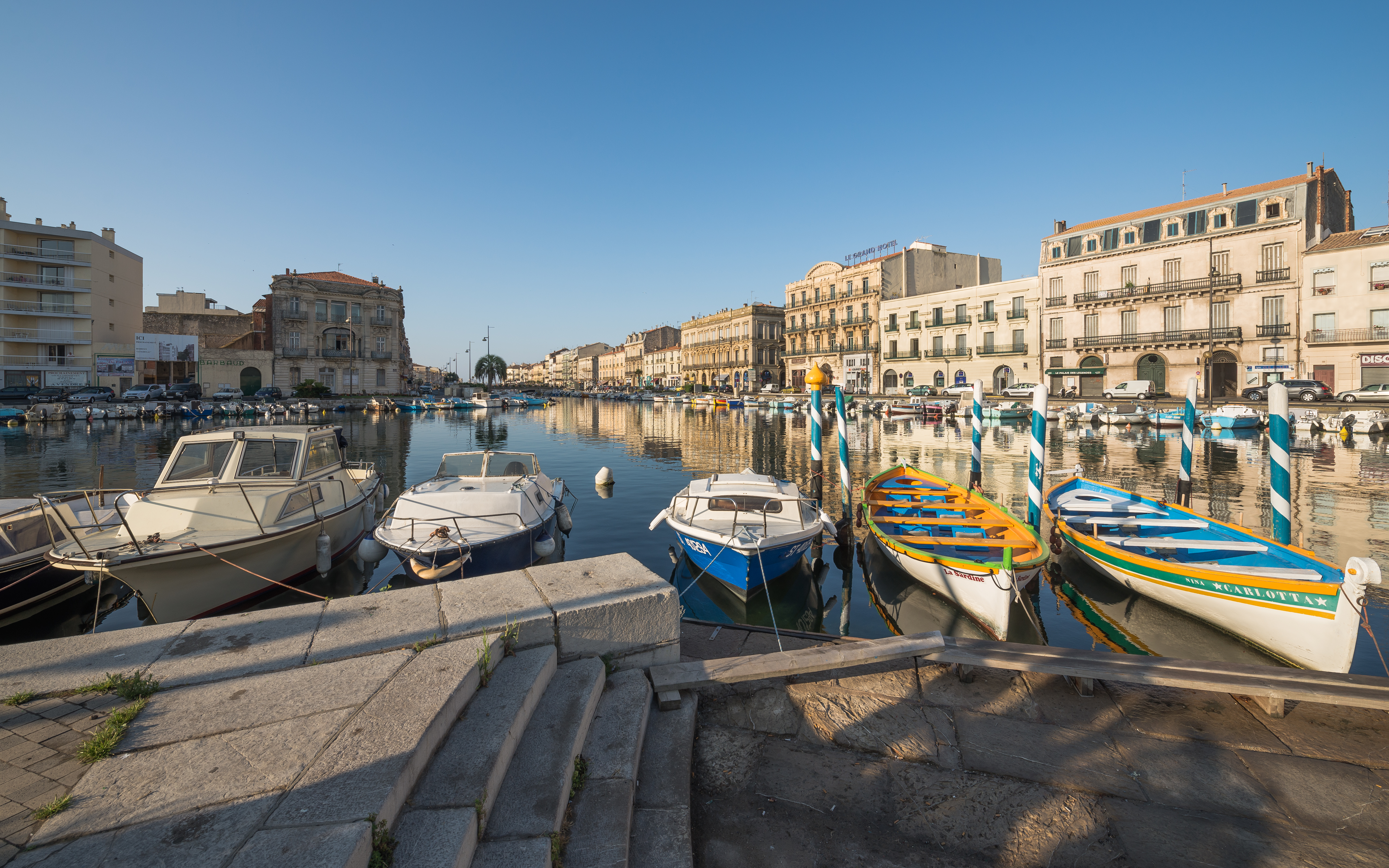
Maréchal de Lattre de Tassigny rakpart
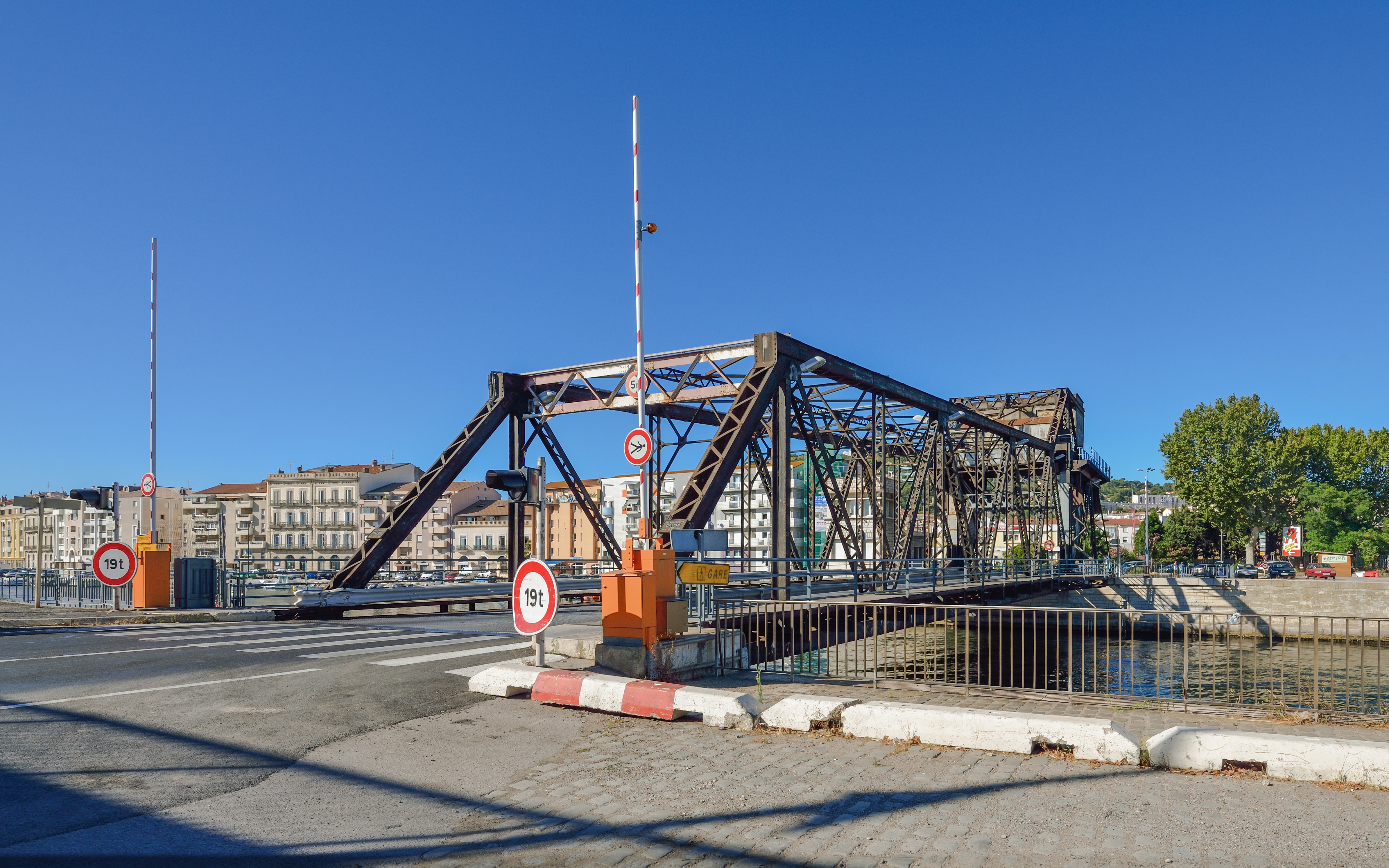
Sadi-Carnot híd, felnyitható híd zárt helyzetben
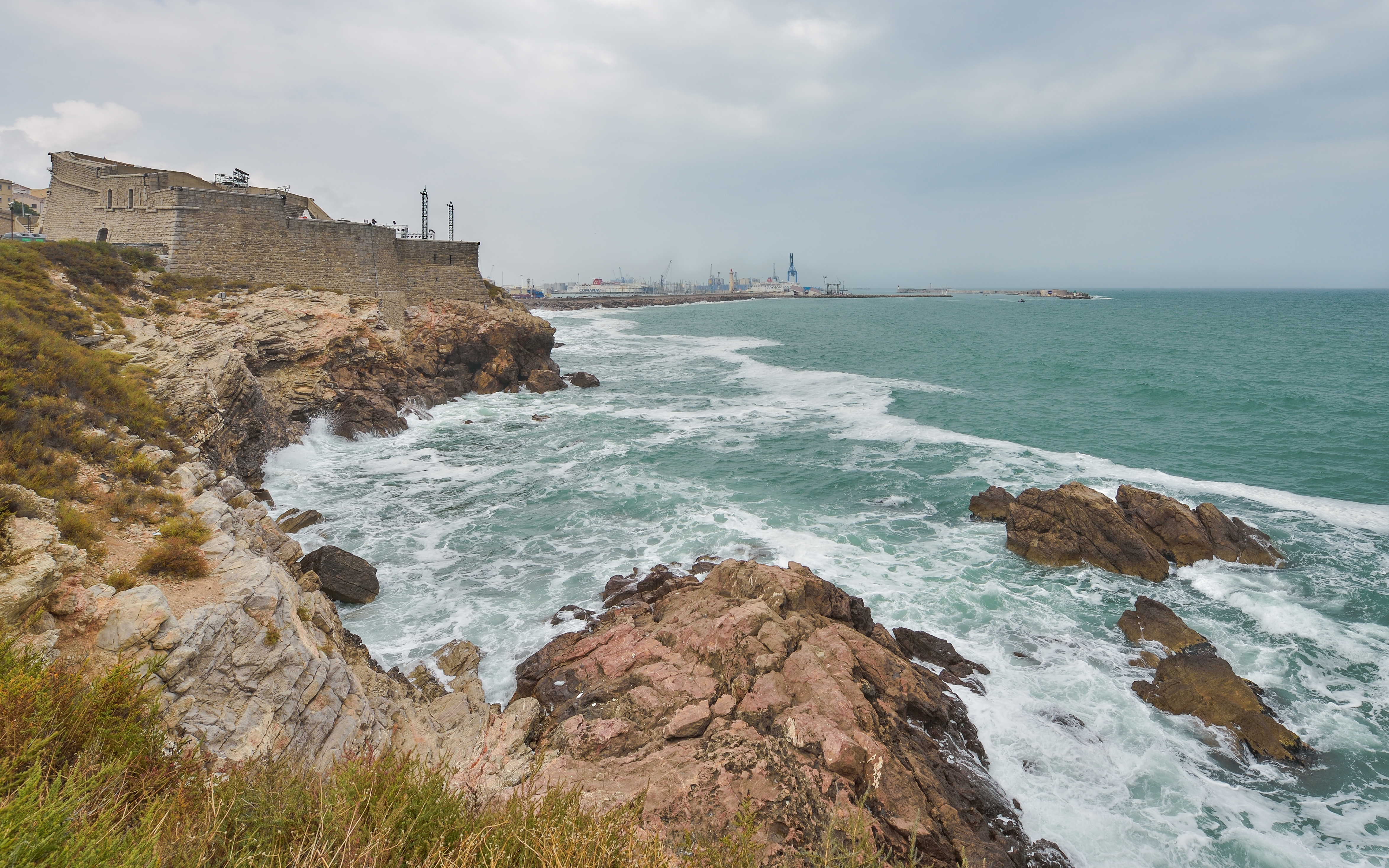
A Földközi-tenger és a Théâtre de la Mer
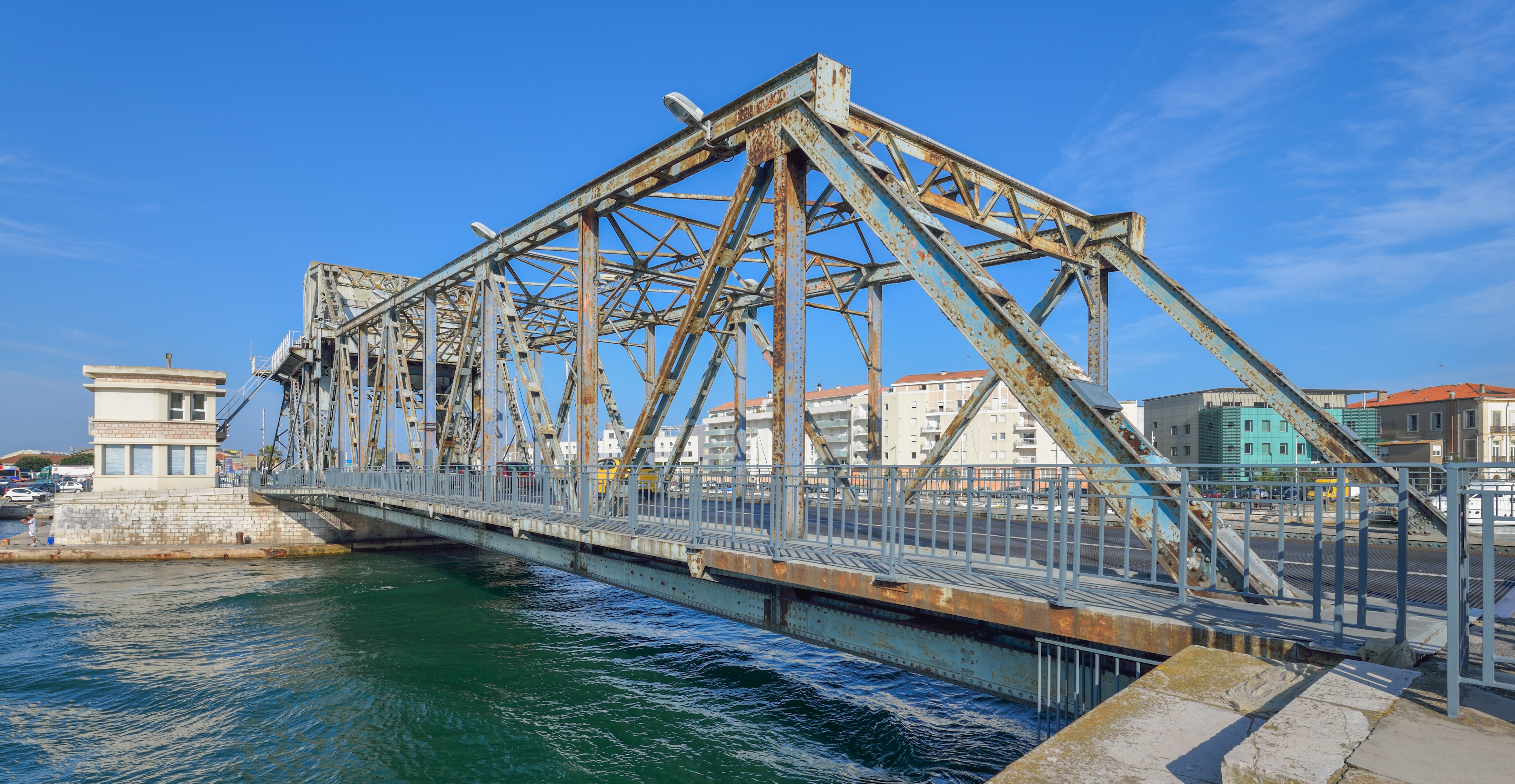
A Tivoli híd a város csatornája felett
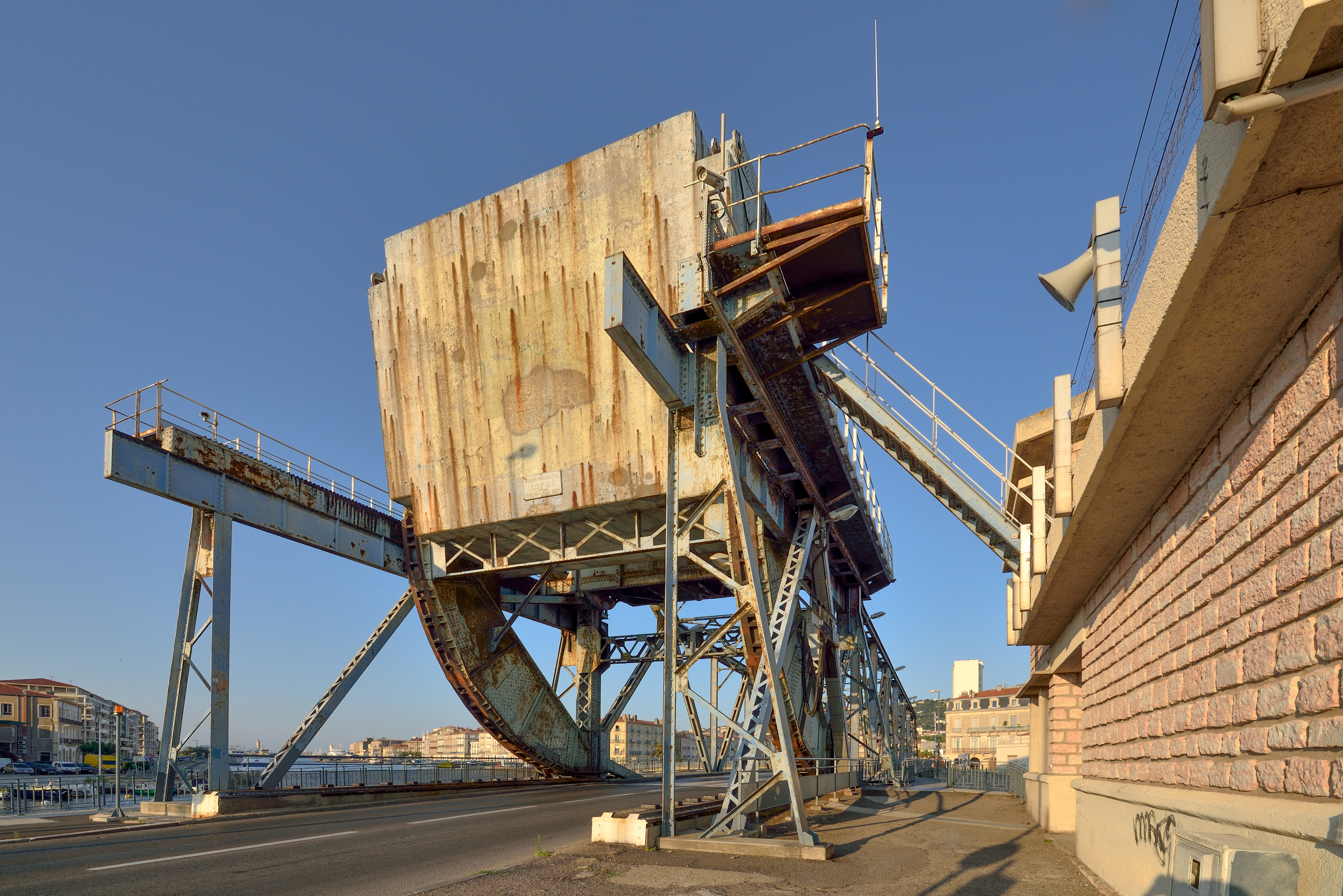
A Tivoli híd a város csatornája felett
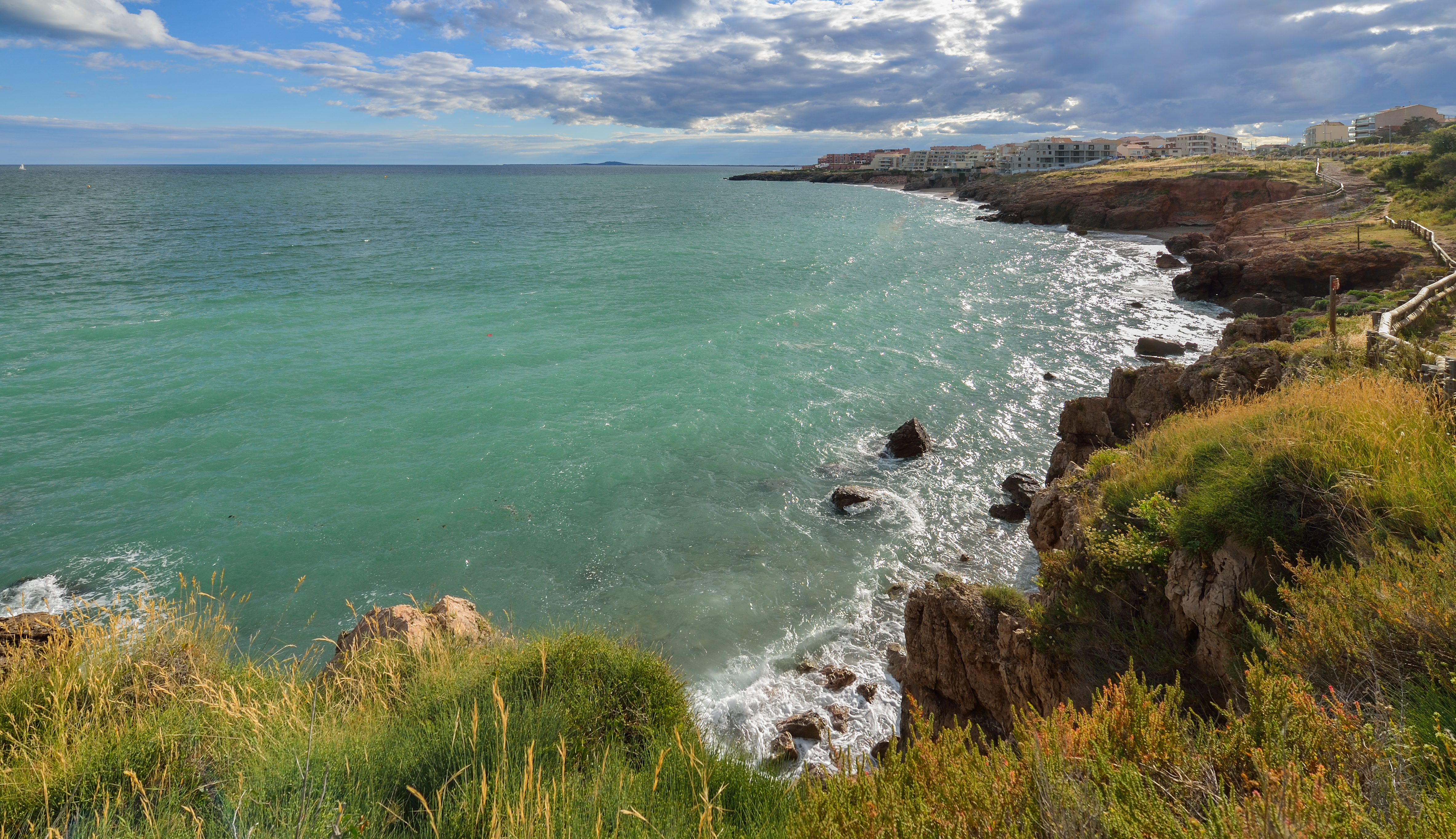
Crique de l’Anau, egy öböl a Földközi-tengeren
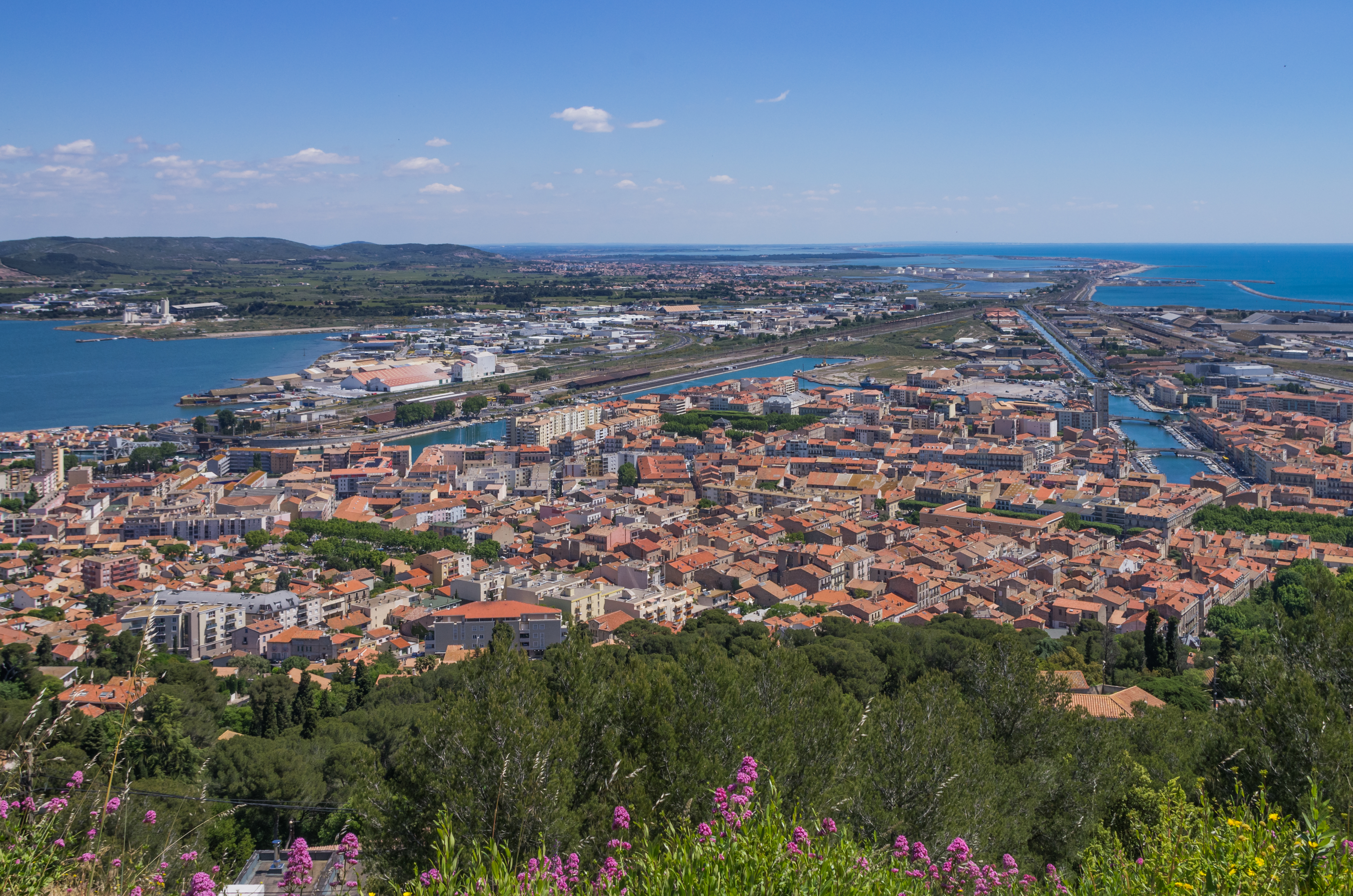
Étang de Thau balról, a város közepén a csatornáival és jobbról a Földközi-tenger
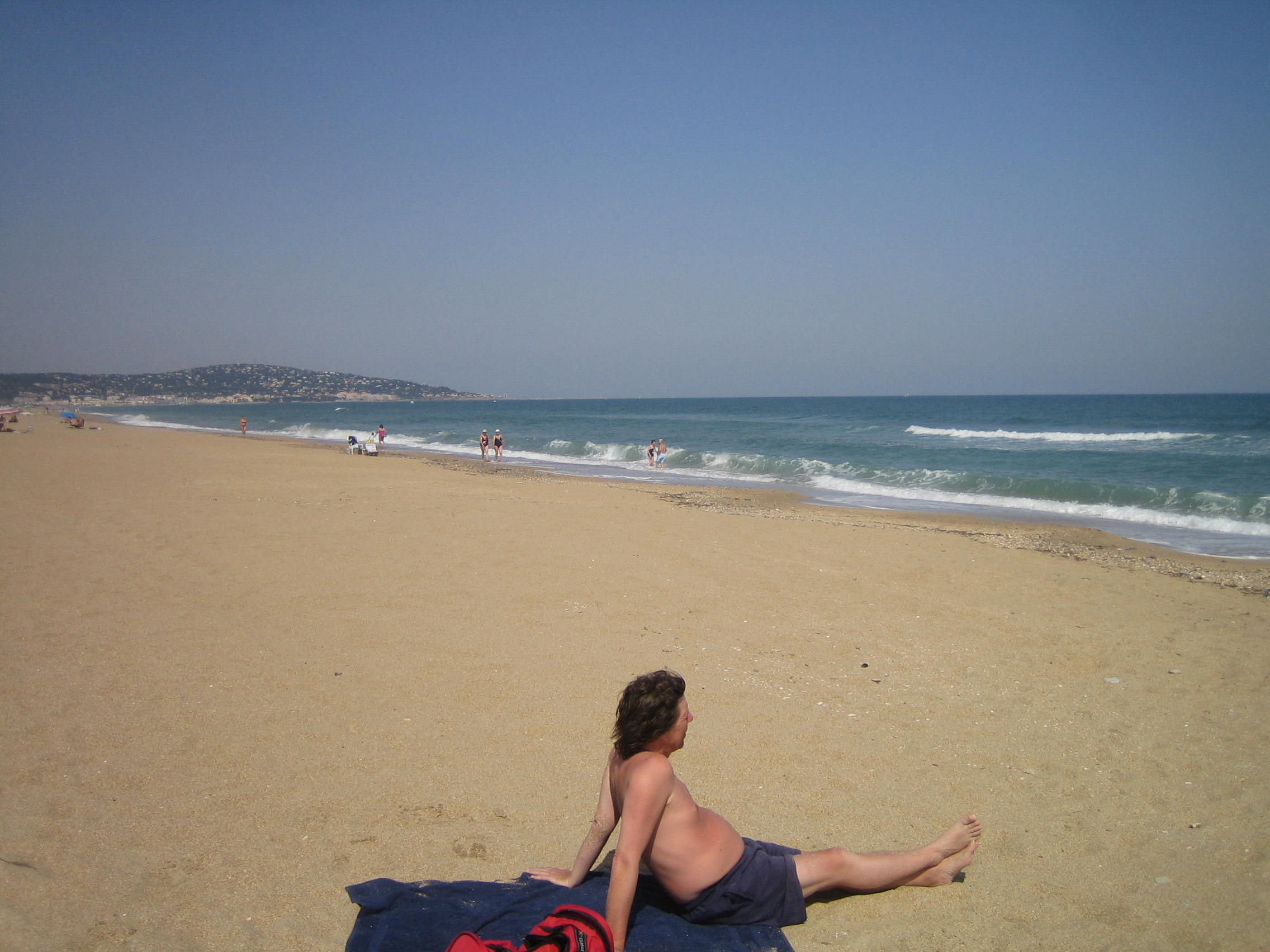
Egy turista napozik Sète strandján